# Палац Ґолуховських (Скала-Подільська)
Палац Ґолуховських — будівля, пам'ятка архітектури місцевого значення (охоронний номер 435) у смт Скалі-Подільській Тернопільської области.

## Відомості
Збудований Юзефом Ґолуховським в класистичному стилі у XIX столітті. Згодом маєток дістався у спадок його онуку Агенору Ґолуховському, котрий продовжив довершення родинного будинку.
Під час Першої світової війни частково пошкоджений. Після Другою світової війни перетворився в руїну, розібраний на будматеріали.
На території палацу є парк. З того часу зберігся флігель з гостроверхою вежею, а також в'їзна брама та каплиця, в якій поховані Ґолуховські.
Нині — у приміщенні діє селищна лікарня.